# Hřebeny

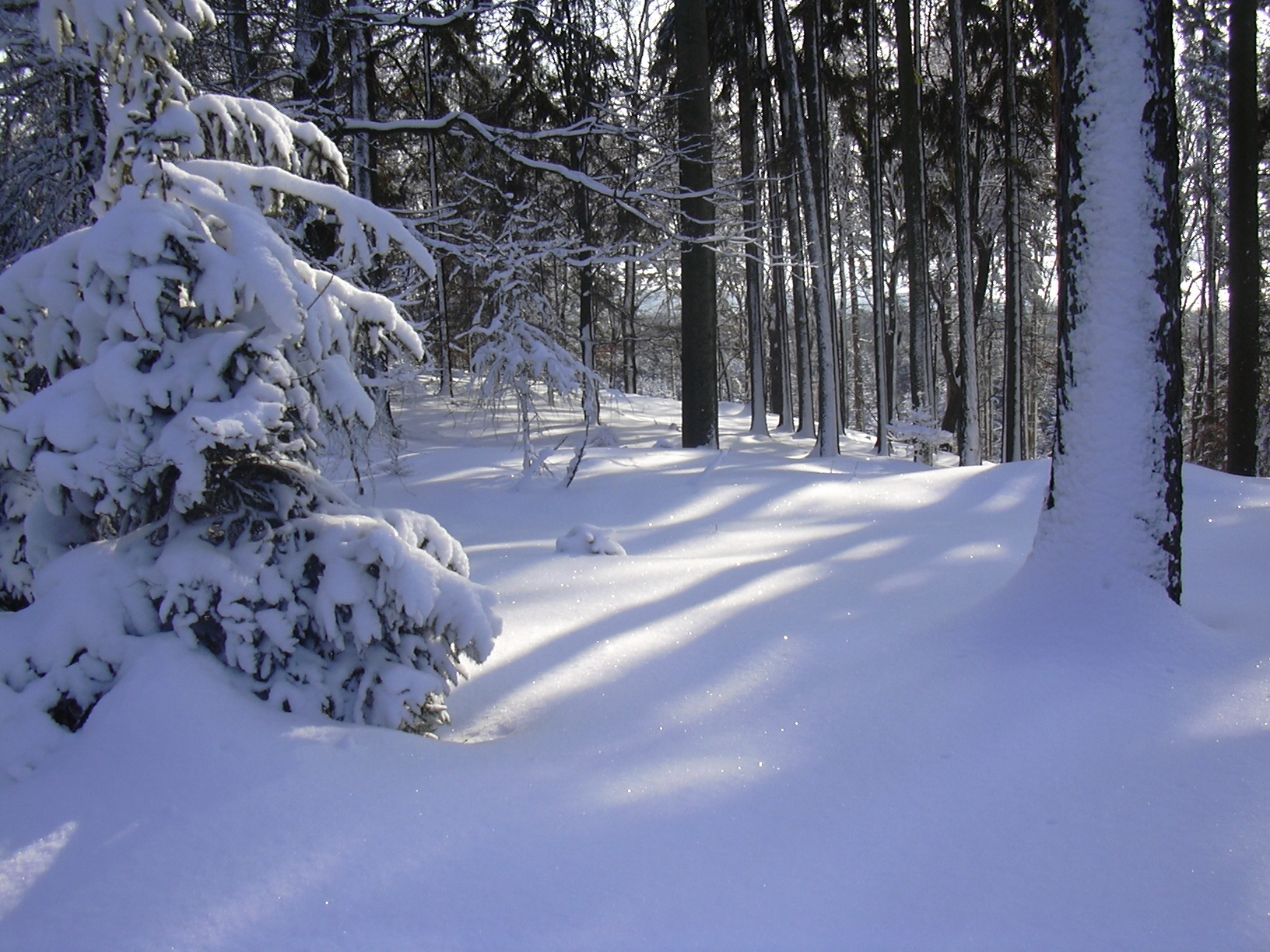
Hřebeny v zimě

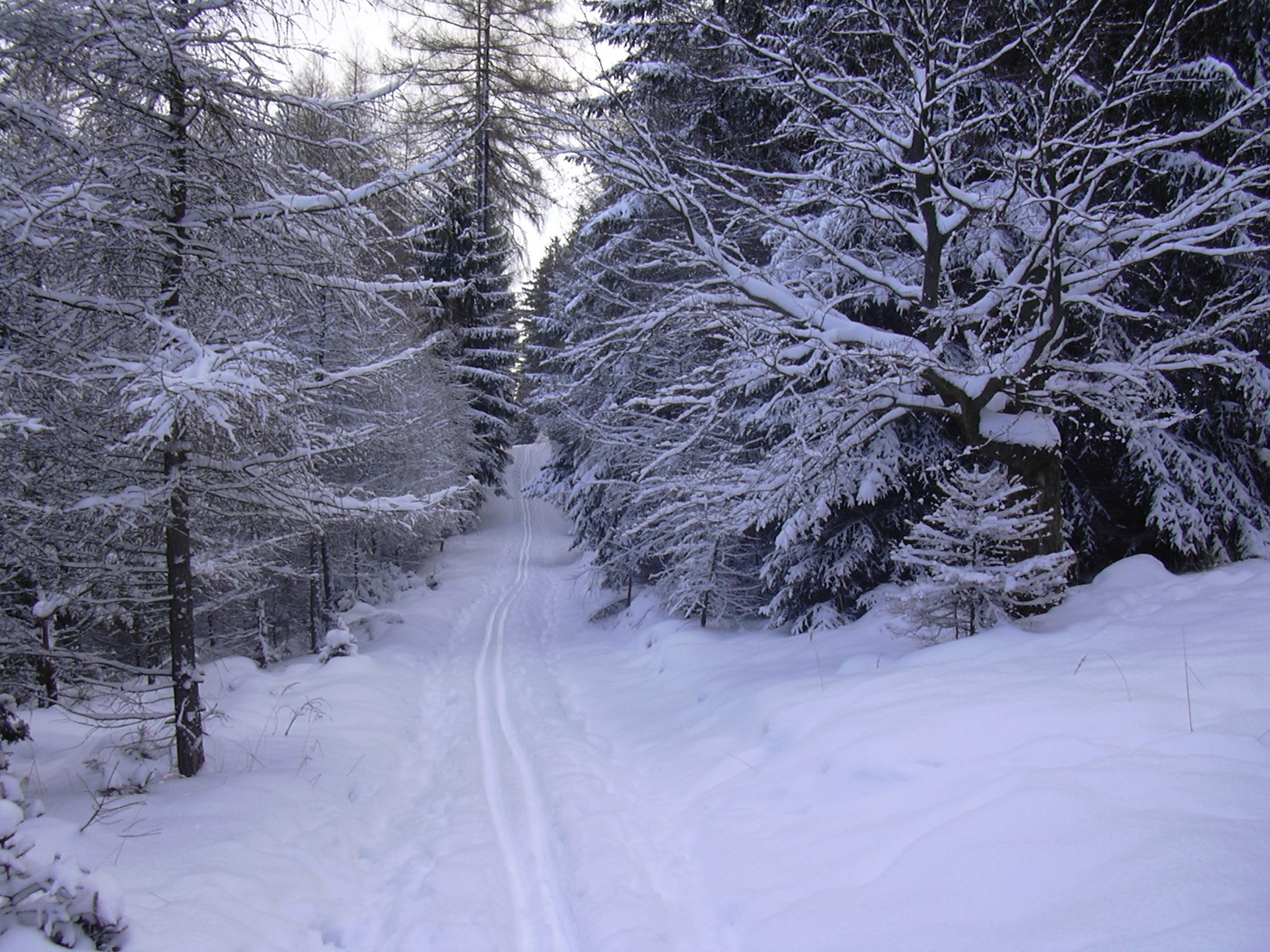
Běžecká stopa

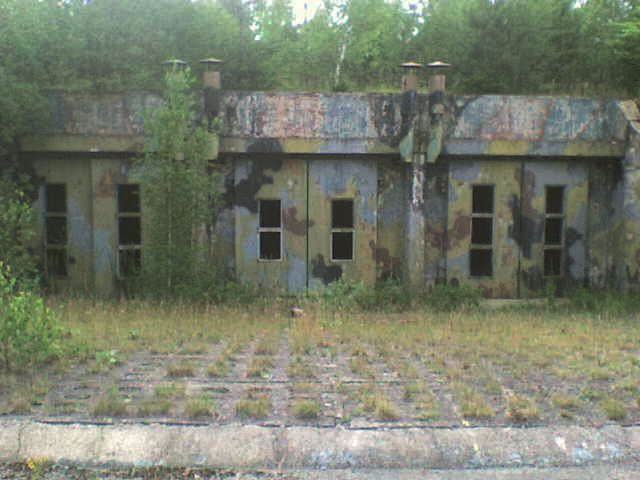
Maskováné průčelí vojenské stavby se sníženými základy.

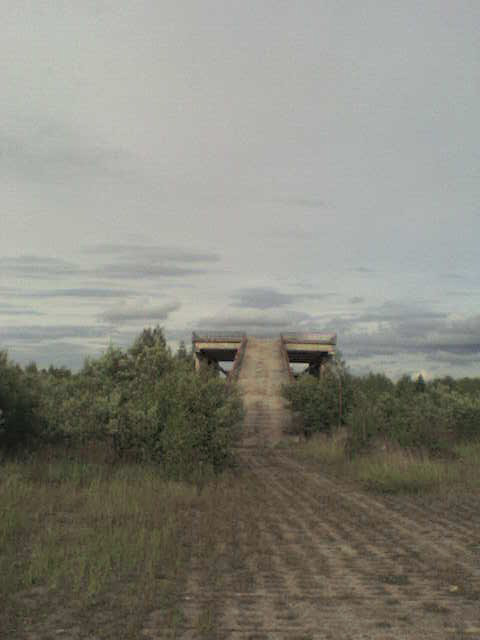
Rampa z vojenského prostoru jihovýchodně od obce Podbrdy.

Hřebeny (nazývané též Hřebeny Brd nebo Brdské Hřebeny) jsou severovýchodní částí Brdské vrchoviny. Obecně geograficky jsou Hřebeny považovány za část pohoří Brdy, což se odráží i v řadě názvů obcí nebo katastrálních území „pod Brdy“, v systematickém geomorfologickém členění však do něj řazeny nejsou. Táhnou se od pražské Točné na jihozápad směrem k vlastním Brdům. Převážná část Hřebenů je od roku 2009 chráněná jako přírodní park Hřebeny.

## Vymezení a členění
Obecně je za Hřebeny považováno území o délce zhruba 40 km až k průlomovému údolí Litavky, k obci Jince v okrese Příbram. V systematickém geomorfologickém členění však je jako Hřebeny označováno menší území, o délce jen asi 30–35 km, jehož jihozápadní hranice s vlastními Brdy je tvořena zhruba horním tokem říčky Chumavy a dále vede směrem do sedla mezi Kuchyňkou a Studeným vrchem a do mokřin pod Velkým Ždírcem a odtud na východ až téměř k Dobříši.
Hřebeny se člení na dva okrsky – Studenskou vrchovinu a Kopaninskou vrchovinu. Podrobné dělení Hřebenů a jejich zařazení do geomorfologického členění celé Brdské vrchoviny zobrazuje následující tabulka:
| Geomorfologické členění Brdské vrchoviny                                             | Geomorfologické členění Brdské vrchoviny | Geomorfologické členění Brdské vrchoviny                                                                                               |
| ------------------------------------------------------------------------------------ | ---------------------------------------- | --- |
| ČESKÁ VYSOČINA • Poberounská subprovincie • Brdská oblast                            |                                          | |
| BRDY                                                                                 | Třemošenská vrchovina                    | Kvaňská vrchovina (Hlava, 789 m) Ohrazenická vrchovina (Beranec, 663 m) Čenkovská vrchovina (Brda, 773 m) Tocká vrchovina (Tok, 865 m) |
| BRDY                                                                                 | Třemšínská vrchovina                     | Voltušská vrchovina (Třemšín, 827 m) Chynínská vrchovina (Nad Marastkem, 805 m) Padrťská vrchovina (Jahodová hora, 731 m)              |
| BRDY                                                                                 | Strašická vrchovina                      | Dobřívská vrchovina (Bambule, 663 m) Jivinská pahorkatina (Jivina, 620 m)                                                              |
| HŘEBENY                                                                              | Studenská vrchovina                      | Jistevnický hřbet (Studený vrch, 661 m) Skalecký hřbet (bezejmenný, 565 m) Trnovská pahorkatina (Spálený, 555 m)                       |
| HŘEBENY                                                                              | Kopaninská vrchovina                     | nečlení se (Kámen, 415 m) |
| PŘÍBRAMSKÁ PAHORKATINA                                                               | Třebská pahorkatina                      | Narysovská pahorkatina (Vojna, 667 m) Příbramská kotlina (570 m)                                                                       |
| PŘÍBRAMSKÁ PAHORKATINA                                                               | Rosovická pahorkatina                    | Hlubošská pahorkatina (Malý chlum, 591 m) Suchodolská pahorkatina (bezejmenný, 604 m)                                                  |
| PROVINCIE • Subprovincie • Oblast / Celek / PODCELEK • Okrsek • Podokrsek • (vrchol) |                                          | |

## Vrcholy
Nejvyšším vrchem Hřebenů (v širším vymezení) je Písek, na němž je umístěn radar ŘLP (dříve zde byla první rozhledna v Brdech), dalšími významnými vrchy jsou Studený vrch (661 m), na kterém byla původně zeměměřická věž adaptována na rozhlednu, známý Plešivec (654 m) s prehistorickým hradištěm, Liška (642 m), Provazec (640 m), Kuchyňka (636 m), Holý vrch (632 m), Velká Baba (615 m), na níž má údajně sídlo všemocný pán Brd, duch Fabián, Hradec (628 m), Stožec (605 m), Brdo (603 m), Kazatelna (530 m), Spálený (551 m), Vrážky (577 m), Skalka (554 m) s barokním poutním areálem, Babka (505 m), Kámen (415 m) a Kopanina s vysílačem Cukrák (411 m) (jeho úbočí již zasahuje do Prahy).
V užším, geomorfologickém vymezení Hřebenů vrchy Plešivec (654 m), Kuchyňka (636 m), Provazec (640 m), Holý vrch (632 m), Velká Baba (615 m) ani samotný Písek již nenáleží k Hřebenům, ale do vlastních Brd, do jejich geomorfologického okrsku Třemošenská vrchovina. Navíc patří do Hřebenů i trojice vrcholů na pravém břehu Vltavy - Hradiště (391 m, keltské oppidum Závist), Čihadlo (388 m) a Šance (385 m). V tomto členění je nejvyšší horou Hřebenů Studený vrch (660 m).

## Příroda
Tak jako naprostá většina Brd, jsou i Hřebeny vytvořeny především usazeninami starších prvohor, kambria a ordoviku.
Převážná část Hřebenů je od roku 2009 chráněná jako přírodní park Hřebeny. Na území Hřebenů byly zřízeny tři přírodní rezervace: Kuchyňka s původní vegetační skladbou suťových lesů, Hradec, která zahrnuje zhruba 2,5 km dlouhý pás mrazových srubů a suťových lesů mezi vrchy Hradec a Stožec a nejseverovýchodnější Šance, která se již nalézá na území Prahy-Točné. Dále je zde chráněné naleziště, stráň Vinice nedaleko Jinec, proslulé nálezy trilobitů.
U Dobříše je obora Aglaia, zřízená za účelem chovu jelence viržinského.

## Turistika
Celé území Hřebenů je veřejnosti volně přístupné a je vyhledáváno turisty a cyklisty, v zimě běžkaři (ale pouze část hřebene od Stožce na JZ má zpravidla solidní sněhové podmínky); známé Černolické skály nedaleko Prahy jsou využívány jako cvičný horolezecký terén.

## Vojenská základna
Na hlavním hřebeni Hřebenů, zhruba mezi vrchy Jistevník (606 m) a Vrážky (577 m), byla v okolí kóty 604,3 m vybudována v letech 1981–1985 největší základna raket PVOS na československém území, o rozloze 153 ha. Zrušena byla v roce 2001. Byla vybavena protileteckými raketami sovětské provenience S-200 Vega, které byly schopny zasáhnout cíl až do vzdálenosti zhruba Norimberku. Výstavbou základny byla zničena jedna z nejpůvabnějších částí Hřebenů.